# Melissa Gutschmidt
Melissa Gutschmidt (7 de enero de 2002) es una deportista de Suiza que compite en atletismo. Ganó una medalla de bronce en el Campeonato Europeo de Atletismo Sub-23 de 2023, en la prueba de 100 m.

## Palmarés internacional
| Campeonato Europeo de Atletismo Sub-23 | Campeonato Europeo de Atletismo Sub-23 | Campeonato Europeo de Atletismo Sub-23 | Campeonato Europeo de Atletismo Sub-23 |
| Año                                    | Lugar                                  | Medalla                                | Prueba                                 |
| -------------------------------------- | -------------------------------------- | -------------------------------------- | -------------------------------------- |
| 2023                                   | Espoo (Finlandia)                      | Medalla de bronce                      | 100 m                                  |